# Bisdom Ciudad Real
Het bisdom Ciudad Real (Latijn: Dioecesis Civitatis Regalensis) is een rooms-katholiek bisdom met als zetel Ciudad Real, hoofdstad van de provincie Ciudad Real, in Spanje. Het bisdom is suffragaan aan het aartsbisdom Toledo.

## Geschiedenis
Het bisdom werd opgericht op 18 november 1875, als territoriale prelatuur, uit delen van de bisdommen Córdoba, Cuenca en het aartsbisdom Toledo. Op 4 februari 1980 werd het verheven tot bisdom. 

## Parochies
Het bisdom had in 2021 een oppervlakte van 19.813 km2 en telde 495.095 inwoners waarvan 95,5% rooms-katholiek was.

## Bisschoppen
- Victoriano Guisasola y Rodríguez (28 mei 1877 - 27 maart 1882)
- Antonio María Cascajares y Azara (27 maart 1882 - 27 maart 1884)
- José María Rancés y Villanueva (10 juni  1886 - 28 november 1898)
- Casimiro Piñera y Naredo (28 november 1898 - 28 augustus 1904)
- Remigio Gandásegui y Gorrochátegui (27 maart 1905 - 28 mei 1914)
- Francisco Javier de Irastorza y Loinaz (11 juli 1914 - 27 juni 1922)
- Narciso de Esténaga y Echevarría (14 december 1922 - 22 augustus 1936)
- Emeterio Echeverria Barrena (29 december 1942 - 23 december 1954)
- Juan Hervás y Benet (14 maart 1955  - 30 september 1976)
- Rafael Torija de la Fuente (30 september  1976 - 20 maart 2003)
- Antonio Ángel Algora Hernando (20 maart 2003 - 8 april 2016)
- Gerardo Melgar Viciosa (8 april 2016 - heden)

Toledo (aartsbisdom) · Albacete · Ciudad Real · Cuenca · Sigüenza-Guadalajara